# Тестархой (башенный комплекс)
Тестархой (башенный комплекс) (чечен. Тистихой, ТIийста) — небольшой башенный посёлок на середине склона высокой горы, в пяти километрах от Галанчожского озера.

## Описание
Северный склон холма круто опускается в долину, с этой стороны комплекс неприступен, спуск в долину осуществляется с востока. Тестархой состоит из пяти жилых башен, высотой до трёх этажей, в том числе двух сблокированных на восточной стороне. В черте села — два мусульманских древних кладбища, и наземный склеп позднего средневековья. Башни датируются XII—XVIII веками, одна из них принадлежала тайпу Центорой, другая была родовым местом тайпа Дишний.
Из комплекса прекрасные виды на поселок Муцарой и башню в скалах рядом с ним. Тестархой башенный комплекс прекрасно виден с дороги на Галанчожское озеро.